# گمینا گوشچینو
گمینا گوشچینو (به لهستانی:  Gmina Gościno) یک گمینا در لهستان است که در شهرستان کوووبژگ واقع شده‌است. گمینا گوشچینو ۱۱۶٫۰۴ کیلومتر مربع مساحت و ۵٬۱۳۶ نفر جمعیت دارد.

## خواهرخوانده
شهر Montmorillon خواهرخواندهٔ گمینا گوشچینو هست.